# Guerra dei Romantici
Per Guerra dei Romantici si intende lo scisma stilistico avvenuto tra numerosi musicisti di spicco nella seconda metà del XIX secolo.
La struttura musicale, i limiti dell'armonia cromatica e la musica a programma rispetto alla musica assoluta erano le principali aree di contesa. I partiti opposti si cristallizzarono durante la seconda metà del XIX secolo.
I membri più importanti del circolo conservatore erano Johannes Brahms, Joseph Joachim, Clara Schumann ed il Conservatorio di Lipsia, fondato da Felix Mendelssohn. I loro avversari, i progressisti radicali, erano rappresentati da Richard Wagner, Franz Liszt e dai membri della cosiddetta Nuova Scuola Tedesca (in tedesco Neudeutsche Schule). La controversia era principalmente di origine tedesca. I musicisti provenienti da Francia, Italia e Russia sono stati coinvolti solo marginalmente.

## I conservatori
Clara Schumann, Joseph Joachim e Johannes Brahms furono i membri chiave del gruppo di musicisti conservatori. Questo nucleo di sostenitori mantenne l'eredità artistica di Robert Schumann, marito di Clara, morto nel 1856.

Sebbene Robert Schumann fosse stato un critico musicale progressista ed editore dell'influente periodico musicale Neue Zeitschrift für Musik, da lui fondato nel 1834, non fu mai un vero ammiratore di Liszt. Tuttavia, poiché Schumann mantenne amicizie eccezionalmente entusiaste e artisticamente fruttuose con l'avanguardia emergente dei romantici radicali, Liszt in particolare, così come con conservatori musicali come Mendelssohn, all'inizio rimase cordiale con Liszt. Lodò, inoltre, la tecnica e lo stile di suonare il pianoforte di Liszt sempre nella Neue Zeitschrift e recensì favorevolmente i suoi concerti di Lipsia del 1840.

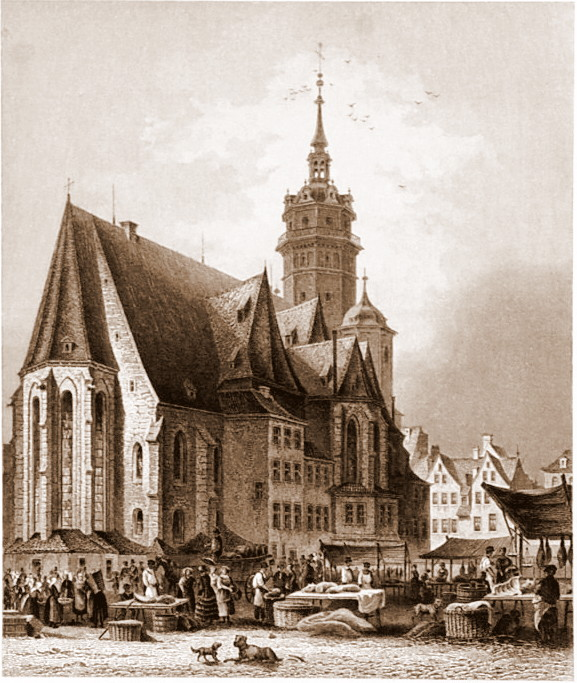
Chiesa di San Nicola a Lipsia nel 1850

Dopo che Schumann vendette la Neue Zeitschrift a Franz Brendel nel 1845, il periodico divenne un entusiasta sostenitore di Liszt e della sua cerchia, sminuendo apertamente Mendelssohn e altri compositori conservatori. Anche se la rottura definitiva tra Liszt e gli Schumann non sarebbe avvenuta fino al 1848, la svolta editoriale presa dalla Neue Zeitschrift avrebbe influenzato i loro rapporti per il resto della loro vita. Mentre Liszt sul piano professionale rimase cordiale e talvolta generoso nei confronti degli Schumann, questi gli divennero apertamente ostili.
Clara Schumann era stata per lungo tempo l'esteta più conservatrice nel matrimonio di Schumann. Anche il giovane Brahms, che era stato molto vicino agli Schumann durante il declino di Robert, si fece carico della causa. Joachim, che era amico sia di Clara che di Brahms, si unì a loro nella sua opposizione a Liszt e alla Nuova Scuola Tedesca.
Joachim, bambino prodigio, a soli 17 anni era diventato professore di violino al Conservatorio di Lipsia, dove strinse stretti legami con Mendelssohn, gli Schumann e Ferdinand David. Due anni dopo divenne primo violino dell'Orchestra della Corte di Weimar sotto la direzione di Liszt. I suoi tre anni a Weimar gli lasciarono scarse impressioni sulla direzione e sulle composizioni di Liszt. La sua opinione sulla musica di Liszt e quella del resto della Nuova Scuola Tedesca fu rafforzata dalla sua corrispondenza con Brahms e Clara.
L'esperienza personale di Brahms con Liszt si era limitata a una singola visita a Weimar nel 1853, quando presentò alcune delle sue composizioni a un gruppo che comprendeva Liszt, Peter Cornelius e Joachim Raff. Dopo aver eseguito alcune opere di Brahms, Liszt eseguì la sua Sonata per pianoforte in si minore. Brahms non rimase impressionato né dalla musica di Liszt né da quella della maggior parte del resto della Nuova Scuola Tedesca. L'eccezione a ciò era Wagner.
Il critico Eduard Hanslick fu a favore dei conservatori, poiché, come espresso nel Vom Musikalisch-Schönen (Del bello musicale) la sua visione della musica come "forma che si muove nel suono" si adattava perfettamente al gruppo. Associati a loro in un momento o nell'altro furono Heinrich von Herzogenberg, Friedrich Gernsheim, Robert Fuchs e Karl Goldmark, tra gli altri.

## Liszt e Wagner

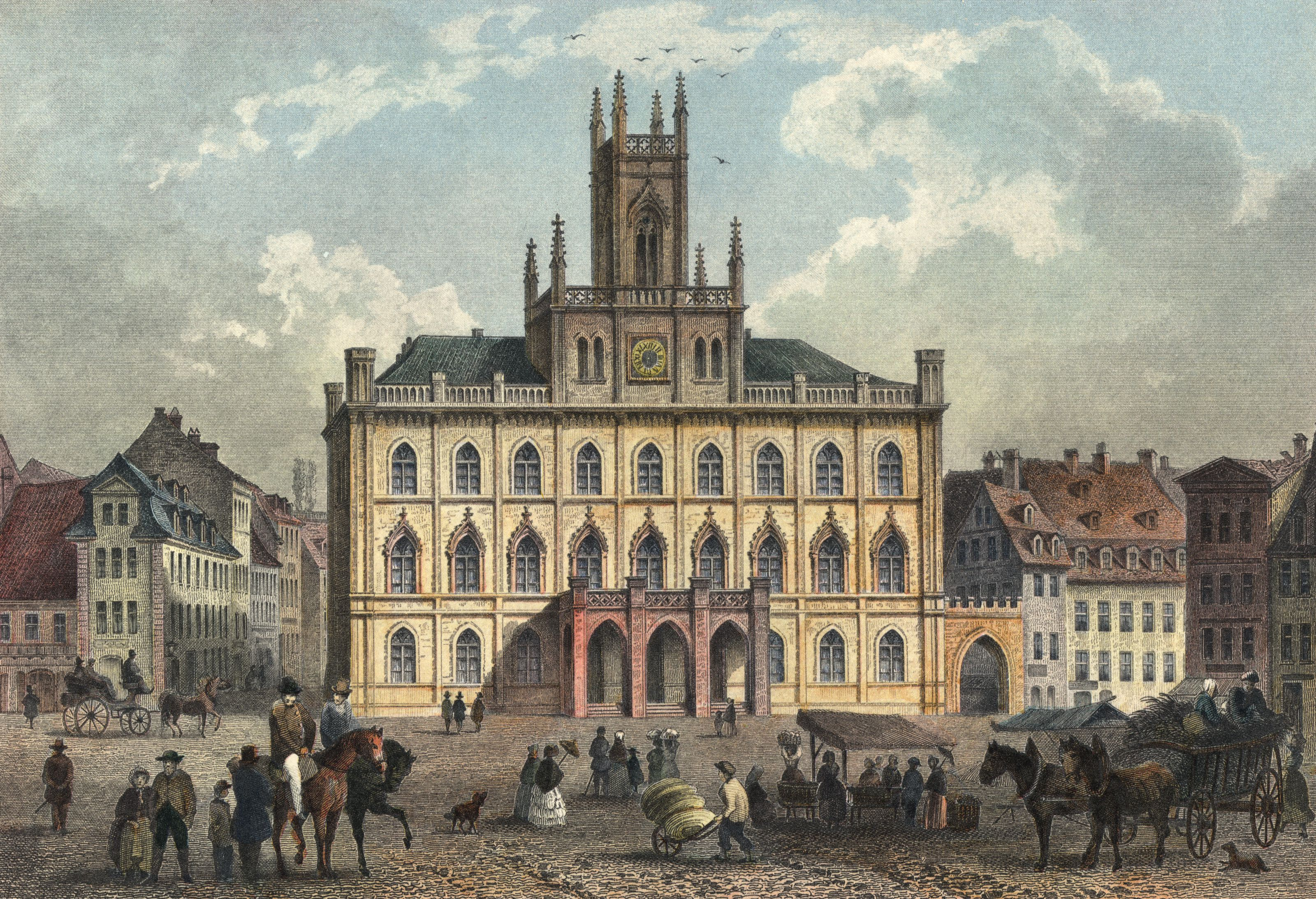
Il comune di Weimar nel 1850

La figura chiave del pensiero di Weimar era Franz Liszt insieme all'altro compositore principale del gruppo, Richard Wagner. Altre figure degne di nota che si schierarono con Liszt furono il critico Richard Pohl e i compositori Felix Draeseke, Julius Reubke, Karl Klindworth, William Mason e Peter Cornelius.
Il compositore e pianista Hans von Bülow sostenne le parti di Liszt e Wagner finché sua moglie Cosima, figlia di Liszt, lo lasciò per Wagner; spostando dunque la sua fedeltà a Brahms. Fu Bülow a chiamare Brahms il terzo dei Tre B e soprannominò la prima sinfonia di quest'ultimo "La decima", dopo le nove di Beethoven. Pohl, chiamato da Liszt a servire come critico residente non ufficiale di Weimar, sostenne Liszt, Berlioz e Wagner nella stampa. Ha anche rimproverato Eduard Hanslick riguardo al pensiero che la musica non può essere a programma.
Ci furono diversi tentativi, con Liszt al centro, di creare una società duratura e formale. Il Neu-Weimar-Verein è stato un tentativo di formare un club. Il Tonkünstler-Versammlung (Congresso degli artisti musicali), che si riunì per la prima volta a Lipsia nel giugno 1859, fu un tentativo più riuscito di formare un'organizzazione. Alla fine portò alla fondazione nel 1861 dell'Allgemeine Deutsche Musikverein, ossia l'Unione musicale tedesca unita.
Anche se il compositore austriaco Anton Bruckner non prese parte al dibattito tra conservatori e progressisti, le sue sinfonie furono viste come parte di questi ultimi a causa della loro armonia avanzata, della massiccia orchestrazione e della scala temporale estesa. La sua adulazione per Wagner, che includeva la dedica della sua Sinfonia n.3 e le citazioni dalle opere di Wagner incorporate in quell'opera, contribuì a cementare questa impressione.

## Principali disaccordi fra le due fazioni
Un punto centrale di disaccordo tra questi due gruppi di musicisti era tra le forme musicali tradizionali e quelle nuove. Si trattava di una conseguenza del dibattito sulla vitalità del genere sinfonico, che nelle mani di Ludwig van Beethoven era cresciuto da uno destinato all'intrattenimento a una forma che includeva ideali sociali, morali e culturali. Liszt e la sua cerchia prediligevano nuovi stili di scrittura e forme che fondessero la musica con idee narrative e pittoriche. Tanto che, con impresso in mente il motto "Il vino nuovo richiede bottiglie nuove", Liszt sviluppò il poema sinfonico. La scuola di Lipsia e quella di Berlino sostennero le forme usate dai maestri classici, forme codificate da musicologi come Adolf Bernhard Marx dell'inizio del XIX secolo.
Anche la validità della musica da programma era un punto controverso. Nel suo libro del 1854, Vom Musikalisch-Schönen, Hanslick affermò che «la musica non rappresenta e non può rappresentare nulla di specifico diverso da se stessa». Potrebbe suggerire impressioni realistiche alla maniera di Hector Berlioz, così come impressioni e sentimenti, come quelli rappresentati dai titoli dei movimenti nella partitura della Sesta Sinfonia di Beethoven. La "novità", secondo il musicologo e biografo di Liszt Alan Walker, era che "[...] Hanslick era un musicista che si rivolgeva ai musicisti, trovando così un vasto pubblico".
Tra la prima e la seconda delle nove edizioni di questo libro, il furono pubblicati i primi sei poemi sinfonici di Liszt e la prima esecuzione della Faust-Symphonie sotto la direzione di Liszt. Hanslick ha rivisto il suo testo per menzionare specificamente Liszt e quelle opere.

## Il manifesto dei conservatori
Un evento significativo tra tanti è stata la firma di un manifesto contro i pregiudizi percepiti della Neue Zeitschrift für Musik. Questo sforzo, il cui autore era quasi certamente Brahms, ricevette inizialmente quattro firme, tra cui quelle di Brahms e Joachim, anche se ne furono sollecitate altre e alla fine ne furono ottenute altre. Prima che i successivi firmatari potessero però firmare il documento, esso arrivò nella redazione del Berliner Musik-Zeitung Echo e da lì trapelò alla stessa Neue Zeitschrift, che venne parodizzato il 4 maggio 1860. Due giorni dopo fece la sua apparizione ufficiale anche nella Berliner Musik-Zeitung Echo con più di venti firme, tra cui Woldemar Bargiel, Albert Dietrich, Carl Reinecke e Ferdinand Hiller.

Il manifesto recitava:
I sottoscritti seguono da tempo con rammarico le attività di un certo partito, il cui organo è lo Zeitschrift für Musik di Brendel. La suddetta rivista diffonde continuamente l'opinione che i musicisti più seri siano fondamentalmente d'accordo con le tendenze che essa rappresenta, che riconoscano nelle composizioni dei capi di questo gruppo opere di valore artistico e che nel complesso, e soprattutto nella Germania settentrionale, le controversie pro e contro la cosiddetta Musica dell'Avvenire sono concluse, e la controversia risolta in suo favore. I sottoscritti ritengono doveroso protestare contro tale errata interpretazione dei fatti, ed essi dichiarano che, almeno per quanto li riguarda, i principi espressi dal giornale di Brendel non sono riconosciuti, e che essi riguardano le produzioni dei dirigenti e allievi della cosiddetta Nuova Scuola Tedesca, che in parte si limitano a rafforzare nella pratica questi principi e in parte ancora impongono teorie nuove e inaudite, in quanto contrarie allo spirito più intimo della musica, fortemente da deplorare e condannare.
La firma del manifesto avrebbe potuto causare qualche angoscia a Joachim. Sebbene non gli interessasse la musica di Liszt o la sua promozione della Nuova Scuola Tedesca, aveva limitato i suoi commenti ai suoi amici e colleghi musicali. Non li condivise con Liszt fino al 1857, quattro anni dopo aver lasciato Weimar. Il manifesto divenne un catalizzatore per diffondere il conflitto alla stampa tedesca in generale. Liszt, da parte sua, non ha discusso il manifesto; invece, lasciò che la sua musica gli spiegasse i suoi punti.

## La "guerra"
La "guerra" è stata condotta attraverso composizioni, testi, libretti e persino con scene di opere. Alla prima del primo concerto per pianoforte di Brahms a Lipsia si verificò una sorta di inversione di tendenza. Il concerto, che fu il suo primo pezzo orchestrale ad essere eseguito pubblicamente, fu accolto da sibili. I critici conservatori odiarono il pezzo, mentre coloro che sostenevano la Nuova Scuola Tedesca lo elogiarono.
Era in gioco la reputazione e i partigiani cercavano di mettere in imbarazzo i loro avversari con insulti pubblici; la scuola di Weimar tenne una celebrazione dell'anniversario della Neue Zeitschrift nella città natale di Schumann, Zwickau, e trascurò vistosamente di invitare membri del partito avversario (inclusa sua moglie Clara).
Anche gli atteggiamenti della parte di Weimar furono spesso incoerenti. Nel 1859 lo stesso Liszt cominciò ad interessarsi sempre più alla scrittura di musica sacra e ad abbracciare gli ideali conservatori della Chiesa cattolica. Conservò un fascino per la musica di Meyerbeer (avendo composto trascrizioni per pianoforte della musica delle sue opere), un compositore disprezzato sia dalla Nuova Scuola Tedesca che da Wagner, il cui saggio del 1850 Il Giudaismo nella musica, ristampato e ampliato nel 1868, è chiaramente anti-Meyerbeer).

## Reazioni
In una nota conferenza nel 1933, Arnold Schönberg definì Brahms come "il progressivo", conferendo a quest'ultimo il titolo di iniziatore della modernità, in contrapposizione assoluta al pensiero dei colleghi avversari degli anni dello stesso Brahms.